# Фенолальдегідна смола
Фенолальдегідні смоли утворюються при взаємодії фенолу і деяких його похідних з формальдегідом та іншими альдегідами в присутності кислих і лужних каталізаторів. Частіше за інших застосовуються фенолформальдегідні смоли. Вперше отримані в 1872 р.
Типовими представниками термореактивних смол є резольні фенолальдегідних смоли і карбамідні смоли.
Фенолальдегідні смоли підрозділяються на такі типи: 
- новолачні смоли,
- резольні смоли,
- резитольні смоли,
- резити.